# Gudermes
Gudermes (rusky Гудермес, čečensky Гуьмсе [Gümse] nebo Гутӏермаӏас [Guthermajas]) je město v Čečensku.
V roce 1930 bylo město hlavním spojovací uzlem mezi městy Rostov na Donu, Baku, Astrachaň a Mozdok.
| Rok  | Počet obyvatel |
| ---- | -------------- |
| 1939 | 10 737         |
| 1959 | 18 553         |
| 1970 | 32 445         |
| 1979 | 34 012         |
| 1989 | 38 089         |
| 2002 | 33 756         |
| 2010 | 45 631         |

## Osobnosti
- Ruslav Jamadajev (1961–2008) – politik
- Sulim Jamadajev (1973–2009) – voják